# Stinka, Ciutove
Stinka (în ucraineană Стінка) este un sat în așezarea urbană Ciutove din regiunea Poltava, Ucraina.

## Demografie
Componența lingvistică a localității Stinka
     Ucraineană (94,95%)
     Rusă (5,05%)
Conform recensământului din 2001, majoritatea populației localității Stinka era vorbitoare de ucraineană (94,95%), existând în minoritate și vorbitori de rusă (5,05%).